# 關於我幫助迷路的幼女後，住在隔壁的美少女留學生開始跑來我家玩這件事
《關於我幫助迷路的幼女後，住在隔壁的美少女留學生開始跑來我家玩這件事》（日语：迷子になっていた幼女を助けたら、お隣に住む美少女留学生が家に遊びに来るようになった件について，簡稱）是日本作家所著的輕小說，於2019年11月起在成為小說家吧上連載。2022年2月起經Dash X文庫發行實體書，由綠川葉擔綱插畫。本作在集英社WEB小說大賞第二回獲得銀賞。

## 故事簡介
主角明人在回家路上幫助了一個迷路的可愛的銀髮小女孩愛瑪後，竟然發現她是今天剛轉學過來的夏洛特同學的妹妹，而且雙方竟然還是住在隔壁的鄰居。在一起照顧愛瑪的日子裡，三人的關係也向著真正的家人一點點靠近。

## 登場人物
聲為PV的聲優。
青柳明人
對於愛瑪極度寵愛，已經快要到了當親女兒的地步。在班上時常拌黑臉，時常有著犧牲自己讓他人得到幸福的想法，貌似有一段不為人之的過去。
夏洛特·本奈特（聲：羊宮妃那）
本作女主角，明人新轉來的銀髮女高中生，因其美貌受到班上人們的歡迎。在家裡是個非常體貼的姐姐，對妹妹總是百依百順，在不麻煩到別人的前提下基本上妹妹的任何要求都會答應，已經到了有點溺愛的地步。
愛瑪·本奈特（聲：羊宮妃那）
本作女主角，超級可愛的小女孩、夏洛特的妹妹，平時會稱呼夏洛特為洛蒂，雖然常常會和姊姊鬥嘴，但是最喜歡的人依然是姐姐。在迷路時受到男主的幫助後喜歡上男主角，時常對他進行一連串的撒嬌攻勢。

## 出版書籍
| 集數 | 集英社         | 集英社                 |
| 集數 | 發售日期       | ISBN                   |
| ---- | -------------- | ---------------------- |
| 1    | 2022年2月25日  | ISBN 978-4-08-631458-9 |
| 2    | 2022年7月22日  | ISBN 978-4-08-631477-0 |
| 3    | 2022年12月23日 | ISBN 978-4-08-631495-4 |
| 4    | 2023年4月25日  | ISBN 978-4-08-631506-7 |
| 5    | 2023年10月25日 | ISBN 978-4-08-631525-8 |
| 6    | 2024年3月25日  | ISBN 978-4-08-631544-9 |
| 7    | 2024年12月25日 | ISBN 978-4-08-631579-1 |

## 腳註
1. ↑  . 成為小說家吧. 2019-11-26  [2024-02-24] （日语）.
2. ↑  . （原始内容存档于2022-08-14） （日文）.
3. 1 2  . 集英社ダッシュエックス文庫公式チャンネル (YouTube). 2023-10-25  [2023-10-25]. （原始内容存档于2024-04-15） （日语）.
4. ↑  . 集英社.   [2024-02-24]. （原始内容存档于2024-02-24） （日语）.
5. ↑  . 集英社.   [2024-02-24]. （原始内容存档于2024-02-24） （日语）.
6. ↑  . 集英社.   [2024-02-24]. （原始内容存档于2024-02-24） （日语）.
7. ↑  . 集英社.   [2024-02-24]. （原始内容存档于2024-02-24） （日语）.
8. ↑  . 集英社.   [2024-02-24]. （原始内容存档于2024-02-24） （日语）.
9. ↑  . 集英社.   [2024-02-24]. （原始内容存档于2024-04-04） （日语）.
10. ↑  . 集英社.   [2025-04-14] （日语）.

## 外部連結
- KAKUYOMU （页面存档备份，存于）（日語）
- 成為小說家吧（日語）
- 原作者的X（前Twitter）